# Daria Golovaty
Daria Golovaty (en hebreo: דריה גולובטי‎; 30 de agosto de 2005) es una deportista israelí que compite en natación, especialista en el estilo libre. Ganó una medalla de oro en el Campeonato Europeo de Natación de 2024, en la prueba de 4 × 200 m libre.

## Palmarés internacional
| Campeonato Europeo | Campeonato Europeo | Campeonato Europeo | Campeonato Europeo |
| Año                | Lugar              | Medalla            | Prueba             |
| ------------------ | ------------------ | ------------------ | ------------------ |
| 2024               | Belgrado (Serbia)  | Medalla de oro     | 4 × 200 m libre    |